# Stanisław Rawicz Kosiński
Stanisław Nikodem Rawicz Kosiński herbu Rawicz (ur. 1847 w Borku Szlacheckim, zm. 13 stycznia 1923 w Krakowie) – polski inżynier budujący koleje na terenie Galicji.

## Życiorys
Urodził się w 1847 w Borku Szlacheckim. Jego rodzina o szlacheckim rodowodzie używała herbu Rawicz. Ojciec Paweł Kosiński był radcą galicyjskiego Namiestnictwa we Lwowie. Stanisław Kosiński ukończył szkołę realną w Krakowie a następnie rozpoczął studia na Wydziale Komunikacji Politechniki w Pradze. Po otrzymaniu dyplomu inżyniera kolejowego w 1872 najął się przy budowie saksońsko-turyńskiej linii kolejowej wzdłuż rzeki Elstery w Niemczech.
Do Galicji wrócił w 1881 by podjąć pracę przy budowie kolei z Żywca do Nowego Sącza. Następnie, jako inspektor c.k. kolei, został kierownikiem budowy fragmentu trasy Lwów - przełęcz Beskid, łączącej Wschodnią Galicję z Węgrami. Budował jeden z najtrudniejszych odcinków, liczący 79 kilometry, od miejscowości Skole do przełęczy Beskid. Budowa trwała tylko dwa lata. W kolejnych latach kierował budową innej linii kolejowej, prowadzącej z Rzeszowa do Jasła. 
W 1890 podjęto decyzje o budowie następnej trasy, która miała połączyć Wschodnią Galicję z królestwem Węgier i prowadzić ze Stanisławowa przez Delatyn i Woronienkę do Sygietu Marmaroskiego na Węgrzech. Na kierownika robót wyznaczono Kosińskiego. Zaprojektowane i wybudowane na tej linii mosty i wiadukty stały się wizytówką osiągnięć tego inżyniera.
W latach 1894–96 na Prucie niedaleko Jaremcza powstała najsłynniejsza budowla Kosińskiego, most kolejowy o największej w ówczesnej Europie rozpiętości łuku (65 m). 
Następnie pracował przy budowie lokalnych linii kolejowych we wschodniej Galicji na trasach Tarnopol - Kopyczyńce, oraz Czortków - Iwanie Puste.
W maju 1906 Stanisław Kosiński został zatrudniony w Ministerstwie Kolei Żelaznych w Wiedniu, pracując z początku na stanowisku Naczelnika Budowy Nowych Linii, a później Dyrektora Departamentu Budowy i Konserwacji.
W uznaniu zasług, pod koniec 1908 cesarz Franciszek Józef I odznaczył Kosińskiego Krzyżem Kawalerskim Orderu Leopolda, a w 1912 Orderem Korony Żelaznej II Klasy.
Jesień życia spędził w Krakowie. Zmarł w 1923 i został pochowany na cmentarzu Rakowickim.